# Trzebciny
Trzebciny (niem. Junkerhof) – wieś borowiacka w Polsce położona w województwie kujawsko-pomorskim, w powiecie tucholskim, w gminie Cekcyn na obszarze leśnym Borów Tucholskich, nad jeziorem Trzebcińskim, około 58 km na północ od centrum Bydgoszczy (odległość drogowa: 69 km). Wieś sołecka w formie ulicówki. Według Narodowego Spisu Powszechnego (III 2011 r.) liczyła 121 mieszkańców. Jest osiemnastą co do wielkości miejscowością gminy Cekcyn.

## Podział administracyjny
- 1944–1950: Rzeczpospolita Polska (Polska Ludowa), województwo pomorskie
- 1950–1957: Rzeczpospolita Polska (Polska Ludowa), województwo bydgoskie
- 1957–1974: Polska Rzeczpospolita Ludowa, województwo bydgoskie
- 1975–1989: Polska Rzeczpospolita Ludowa, województwo bydgoskie
- 1990–1998: Rzeczpospolita Polska, województwo bydgoskie
- 1999–teraz: Rzeczpospolita Polska, województwo kujawsko-pomorskie, powiat tucholski, gmina Cekcyn

## Obiekty zabytkowe
- zabudowa wiejska z przełomu XIX/XX wieku

## Geografia i turystyka
Wieś letniskowa posiadająca kwatery prywatne, obozowisko turystyczne z parkingiem oraz przystanek autobusowy. Na zachód od miejscowości znajduje się niewielkie Jezioro Wypalanki.
Przez wieś prowadzi tzw. Trakt napoleoński, trasą tą w roku 1806 i w 1812 maszerowały wojska Napoleona: Tuchola – Wielkie Gacno – Trzebciny – Tleń – Osie – Nowe.
Przez osadę prowadzi powstały w 2005 r. i wyznaczony przez Towarzystwo Miłośników Ziemi Cekcyńskiej  Lokalny Leśny Szlak Rowerowy Borowej Ciotki: Cekcyn ul. Szkolna - Iwiec - Wysoka - Wierzchlas Rezerwat Cisów Staropolskich - Lisiny - Suchom - Leśnictwo Jelenia Góra - Zdroje - Trzebciny - Małe Gacno - Wielkie Budziska - Krzywogoniec - Cekcyn ul. Szkolna.
W pobliżu wsi (na północny zachód od niej) swój przebieg ma pieszy  szlak PTTK Partyzantów Armii Krajowej: Czersk - Szlachta.